# Mariusz Jakieła
Mariusz Jakieła (ur. 24 sierpnia 1976 w Jaśle) – polski biathlonista, medalista mistrzostw Polski.

## Życiorys
W latach 1987–1998 był zawodnikiem Górnika Iwonicz, gdzie jego trenerem był Jan Murdzek.
Reprezentował Polskę na mistrzostwach świata juniorów w 1995 (49 m. w biegu indywidualnym, 38 m. w sprincie, 9 m. w biegu drużynowym i 9 m. w sztafecie) i 1996 (38 m. w biegu indywidualnym, 21 m. w sprincie, 17 m. w biegu drużynowym i 8 m. w sztafecie), mistrzostwach Europy juniorów w 1995 (17 m. w biegu indywidualnym, 4 m. w sprincie i 5 m. w sztafecie) i 1996 (25 m. w biegu indywidualnym, 41 m. w sprincie i 9 m. w sztafecie) i mistrzostwach Europy seniorów w 1997 (20 m. w biegu indywidualnym, 51 m. w sprincie). Był rezerwowym na igrzyskach olimpijskich w 1998.
Na mistrzostwach Polski seniorów w 1998 zdobył brązowy medal w biegu indywidualnym.
Jest absolwentem Wyższej Szkoły Pedagogicznej w Rzeszowie (2001) i działaczem Podkarpackiego Związku Biathlonu.